# Milone (nome)
Milone  è un nome proprio di persona italiano maschile.

## Varianti
- Ipocoristici: Milo[2]

## Varianti in altre lingue
- Catalano: Miló[3]
- Greco antico: Μίλων (Mílōn)[1]
- Latino: Milo[1][4]
- Spagnolo: Milón[3]

## Origine e diffusione

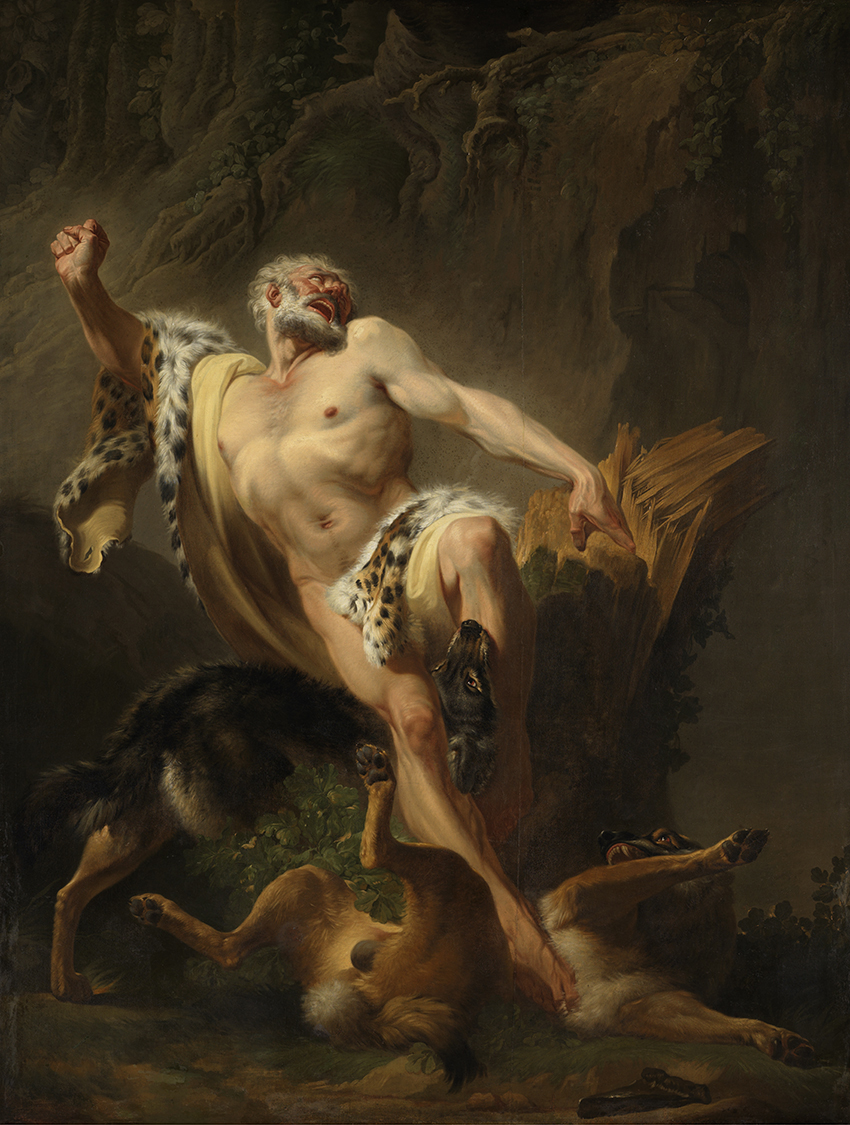
Milone di Crotone in un dipinto di Joseph-Benoît Suvée

Continua il nome greco Μίλων (Mílōn), dall'etimologia dibattuta. Alcune fonti lo riconducono al vocabolo milos ("lento", "tardo"), altre a milos ("albero di tasso"), altre ancora a μύλοι (mýloi, "dente molare"). Occorrenze più recenti potrebbero anche essere ricollegate alla radice slava milen ("clemente").
Il nome venne portato da diverse personalità dell'antica Grecia, fra cui l'atleta crotonese Milone, ma il suo uso in italiano moderno è scarsissimo, ed è attestato sparsamente solo nel Nord Italia.

## Onomastico
L'onomastico viene festeggiato il 23 febbraio in ricordo del santo (o beato) Milo o Milone, nativo dell'Alvernia, canonico della cattedrale di Clermont-Ferrand e poi vescovo di Benevento, oppure il 18 agosto in memoria di un altro beato Milo o Milone, nobile franco, monaco presso l'abbazia di Fontenelle e poi eremita.

## Persone
- Milone da Cardano, arcivescovo cattolico italiano
- Milone di Crotone, lottatore greco antico
- Milone di Taranto, militare greco antico
- Milone di Treviri, vescovo franco
- Milone di Verona, vescovo italiano
- Milone Sambonifacio, nobile italiano